# Réseau hydrographique du bassin du Saïs
 (février 2018).
Le réseau hydrographique du bassin du Saïs, au Maroc, se compose de quatre principaux oueds qui sont d’ouest en est :

## Oued El Kell
Cet oued est issu du causse moyen atlasique, et il draine le plateau de Meknès. Sa superficie totale est de 740 km2, 390 km2.

## Oued Mikkès
Une grande quantité d’eau infiltrée de cet oued alimente les sources de débordement du complexe de Ribaa-Battit, son débit à la sortie du bassin de Saïs diminue de 3,97 m3/s à 2,03 m3/s. Sa superficie atteint 1 300 km2, dont 600 dans le Saïs.

## Oued R’Dom
Il reçoit les apports de ses affluents Bofekraun, Ouislan, Frah et Serja, son débit passe de 5,15 m3/s à 3,15 m3/s. Sa superficie totale est de 11 000 km2.

## Oued Fès
Il prend naissance à la surface de Ras El Ma. Il draine la nappe jusqu’à sa sortie de la plaine de Saïs et reçoit l’excédent d’irrigation des eaux des oueds Chkeff, Mahrez, Boufakran de Fès, son débit moyen est de 3,41 m3/s.
Ces oueds ont tous une direction SSE-NNW à l’exception de l’oued N’Ja qui a une direction EW et l’oued Fès qui coule de l’ouest vers l’est. Les déficits des apports des oueds enregistrés varient selon leur contexte hydrogéologie entre 60 et 100 %. Bien qu’ils soient soumis aux mêmes contextes climatiques, ils ne présentent pas les mêmes déficits hydrologiques :